# Peter Bjorn and John (album)
Peter Bjorn and John è il primo album in studio del gruppo musicale svedese Peter Bjorn and John, pubblicato nel novembre 2002.

## Tracce
1. I Don't Know What I Want Us To Do – 3:27
2. Failing And Passing – 3:58
3. People They Know – 3:33
4. A Mutual Misunderstanding – 2:50
5. From Now On – 5:46
6. Matchmaker – 2:30
7. Collect, Select, Reflect – 3:32
8. 100 M Of Hurdles – 2:59
9. Education Circle – 3:15
10. Please, Go Home – 2:29

## Formazione
- Peter Morén – voce, chitarra, armonica
- Björn Yttling – voce, basso, tastiere
- John Eriksson – batteria, percussioni, voce